# Daliborka
Daliborka je válcová pevnostní věž postavená v roce 1496 za vlády Vladislava Jagellonského stavitelem Benediktem Riedem (Rejtem). Je pojmenovaná podle prvního vězně drženého v jejím žaláři, Dalibora z Kozojed. S ním spojené pověsti a také opera Bedřicha Smetany Dalibor přispěly k tomu, že je Daliborka nejznámější z trojice válcových, pozdně gotických věží severního opevnění Pražského hradu.
Kruhová stavba Daliborky byla dokončena roku 1496. Na východní straně věže je zasazen štít s monogramem W – Wladislaus s korunou a letopočtem, který jako pečeť dotvrzuje rok, kdy věž začala plnit svou funkci žaláře. Původní budova byla o dvě patra vyšší než dnes, horní část věže však vyhořela a nebyla již nikdy do původní výše dobudována. Tloušťka zdi, která dosahuje dvou metrů, předurčila Daliborku k tomu, aby se stala obávaným a doslova nedobytným vězením. Žalář byl vlastně dvoupatrový, vězni byli vsazeni buď do patra o průměru sedmi metrů, do prostory, která byla rozdělena přepážkami na jednotlivé cely, anebo byli spuštěni do spodní části věže, do tak zvaného džbánu, vyhloubeného šest metrů pod podlahou.
Daliborka stojí na východním konci Zlaté uličky a byla součástí ji lemujícího opevnění Pražského hradu. Sloužila také jako vězení. Prvním vězněm byl Dalibor z Kozojed, podle nějž je věž pojmenována. Dalším ze známých vězňů byl mecenáš věd a umění, hrabě František Antonín Sporck, který zde byl vězněn po dobu patnácti týdnů a to pro neplacení dluhů. Z vězení ho osvobodil až zásah Karla VI. Věž byla již roku 1547 – po stavovském odboji – obsazena uvězněnými pražskými měšťany a v době pobělohorské se Daliborka stala těžkým vězením pro účastníky revolty. Dle zprávy o archeologickém průzkumu věže byly v kanále ústícím do Jeleního příkopu nalezeny zbytky lidské kostry. Vězeň na úzké cestě zahynul dříve, než se dostal k ústí. Na odstranění posledních třiceti centimetrů hlíny, která ho dělila od svobody, mu nestačily síly. Roku 1781 Daliborka vyhořela a při opravách o rok později byla snížena o jedno patro. Jako vězení už nesloužila a v roce 1883 byla zpřístupněna veřejnosti.

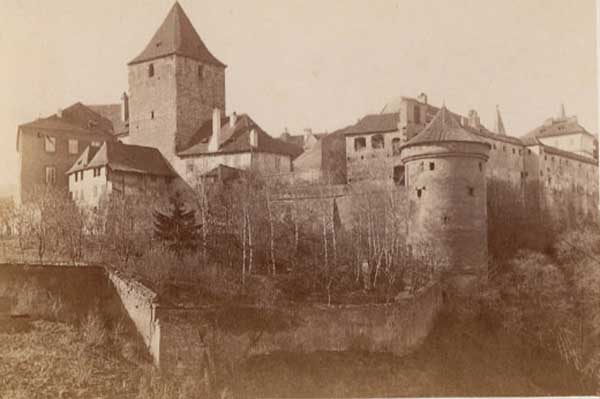
Pražský hrad, Černá věž a Daliborka (1867)
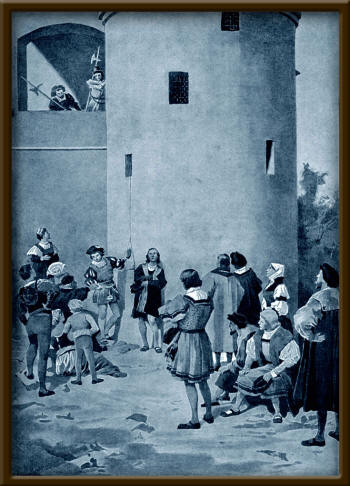
Dalibor ve věži
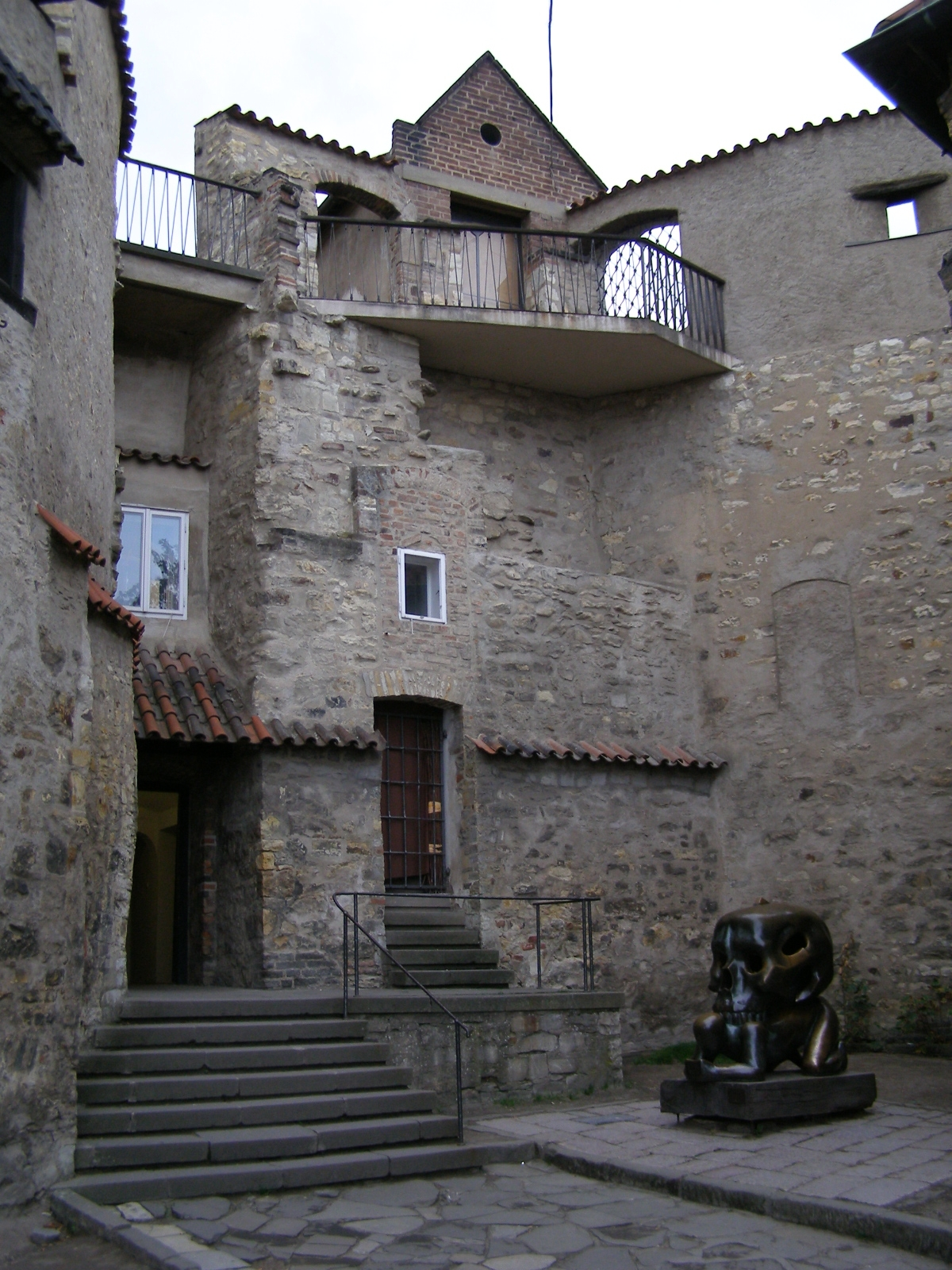
Vstup do Daliborky
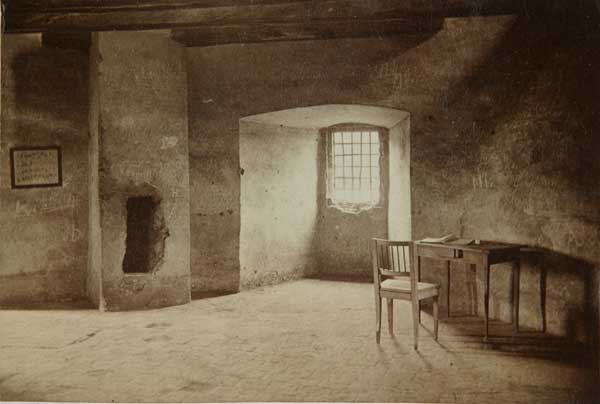
Interiér Daliborky